# M. M. Azimi
Pour les articles homonymes, voir Azimi.
M. M. Azimi (dari : م. م. عظيمى) (né en Afghanistan) est un joueur de football international afghan qui évoluait au poste d'attaquant.

## Biographie

### Carrière en sélection
Avec l'équipe d'Afghanistan, il participe aux Jeux olympiques d'été de 1948.